# Уонсбро, Дэвид
Дэвид Колин Уонсбро (англ. David Colin Wansbrough; род. 29 апреля 1965) — австралийский хоккеист на траве, нападающий. Серебряный призёр летних Олимпийских игр 1992 года, участник летних Олимпийских игр 1988 года, бронзовый призёр чемпионата мира 1994 года.

## Биография
Дэвид Уонсбро родился 29 апреля 1965 года.
В 1985—1998 годах играл в хоккей на траве за сборную штата Виктория. Был капитаном команды.
В 1988 году вошёл в состав сборной Австралии по хоккею на траве на летних Олимпийских играх в Сеуле, занявшей 4-е место. Играл на позиции нападающего, провёл 7 матчей, забил 1 мяч в ворота сборной Кении.
В 1992 году вошёл в состав сборной Австралии по хоккею на траве на летних Олимпийских играх в Барселоне и завоевал серебряную медаль. Играл на позиции нападающего, провёл 6 матчей, забил 3 мяча в ворота сборной Аргентины.
В 1994 году завоевал бронзовую медаль чемпионата мира в Сиднее. Забил мяч в матче за 3-4-е места против сборной Германии (5:2).
В 1998 году участвовал в чемпионате мира в Утрехте, где австралийцы заняли 4-е место.
Трижды выигрывал медали Трофея чемпионов: золотые в 1990 году в Мельбурне и в 1993 году в Куала-Лумпуре, серебряную в 1997 году в Аделаиде, где также был признан лучшим хоккеистом турнира.
В 1985—1998 годах провёл за сборную Австралии 202 матча, забил 34 мяча.
Работает тренером «Кэмберуэлла».